# Nilda Urquiza
Nilda Carmen Urquiza es una periodista y músico argentina nacida en la ciudad de Córdoba.

## Biografía
A los dos años de edad, su familia decide trasladarse a Buenos Aires, allí su padre, Juan de la Cruz de Urquiza, un hombre muy culto de la clase trabajadora, la lleva a sus cuatro años al Teatro Colón a escuchar al gran maestro Andrés Segovia, hecho que impactó y produjo gran admiración por el que luego sería uno de sus maestros. Nilda Urquiza se crio en un entorno musical que le despertó un gran amor por la música, actividad que fue siempre incentivada por su padre, así comienza a descubrir y reafirmar su verdadera vocación.

## Maestros
Inicia sus estudios de guitarra en forma particular y luego ingresa al Conservatorio Nacional Carlos López Buchardo (actual IUNA) teniendo como profesora a una de las leyendas, la gran María Luisa Anido. Egresa como profesora Superior Nacional de música con especialidad en guitarra.
Contribuyeron a su formación: Andrés Segovia, Alberto Ginastera, Carlos Sufren, Enrique Tremsal, Alirio Díaz, Narciso Yepes, Carmelo Rizzuti, Jorge Martínez Zárate, Graciela Pomponio entre otros

## Labor profesional
A la edad de 22 años obtiene su primer trabajo profesional como docente en el Instituto Cuyano de Cultura Musical, en Mendoza, Argentina y de ahí en más no para de trabajar profesionalmente. En dicha ciudad conoce al que posteriormente sería su marido, el muralista, pintor y escultor peruano Maestro Oscar Quiñones, premio nacional de pintura a extranjeros y de la crítica especializada.
Más tarde, llega a Perú siguiendo a su marido como consecuencia de un contrato que éste obtuvo para decorar muralísticamente la primera universidad traída por los españoles a América: Universidad Nacional Mayor de San Marcos. En Perú, Nilda Urquiza es invitada como concertista y docente en la Escuela Superior de Música y en establecimientos de educación superiores, tuvo oportunidad de colegiarse como Periodista por la Federación de Periodistas del Perú llegando a ser la Encargada de Relaciones Públicas de la Asociación de Mujeres Periodistas. Fue la crítico musical del Diario "El Comercio" de Lima por casi una década, también fue columnista del Diario Cultural "Contacto", además tuvo el cargo diplomático de Agregada Cultural Honorífica de la Embajada Argentina en el Perú.
El 16 de julio de 1992 un coche bomba explota en la puerta de su edificio en Tarata y Alcanfores, Miraflores, siendo una damnificada más entre cientos de miraflorinos, este evento hizo que quisiera regresar a Buenos Aires y se inserta en el mundo musical argentino ejerciendo la docencia, el periodismo como Directora de la revista ‘Notas y Notas” (órgano de prensa del IUNA) perteneciente al Cuerpo Directivo de la Asociación Amigos de la Música de la República de Argentina, en la revista del Círculo Guitarrrístico Argentino y en el Noticiero Cultural Dominé, además de dar conciertos en el Teatro Colón, Centro Cultural Recoleta, Aula Magna de la Facultad de Derecho de la UBA, el Palacio Paz, Teatro Margarita Xirgu y otros de prestigio. Dicta seminarios de perfeccionamiento por Hispanoamérica invitada por Universidades y Escuelas Superiores de Música.

## Condecoraciones
“Estrella Académica Universal”, galardón otorgado por El Instituto Universal de las Naciones, Buenos Aires, Argentina 2005.
Diploma de Honor de la Municipalidad de Lima Metropolitana. Otorgado por su ilustre Ciudadanía y por su aporte a la Revelación Cultural Peruana 1992.
Placa recordatoria por la labor periodística realizada. Instituto Cultural Peruano Norteamericano 1988.